# Stanovník
Stanovník (německy Neudörfel) je osada, část obce Těchonín v okrese Ústí nad Orlicí. Žije zde 12 obyvatel.

## Historie
V roce 1772 byla vesnička Stanovník založena a roku 1850 připojena k Těchonínu. Mezi Stanovníkem a Těchonínem byl v 60. a 70. letech 20. století postaven Vojenský ústav hygieny epidemiologie a mikrobiologie, počátkem 21. století přestavěný na armádní Centrum biologické ochrany Těchonín.